# Villa Damrémont
Pour les articles homonymes, voir Damrémont (homonymie).
La villa Damrémont est une voie privée du 18e arrondissement de Paris. 

## Situation et accès
Cette voie privée est constituée de sept immeubles : aux nos 2, 4, 6 et 8 côté pair et nos 3 et 5 du côté impair. Le no 1 existe, mais il correspond au no 112 de la rue Damrémont et, ne possédant pas d'ouverture sur la villa, il n'appartient pas réellement à celle-ci.

## Origine du nom

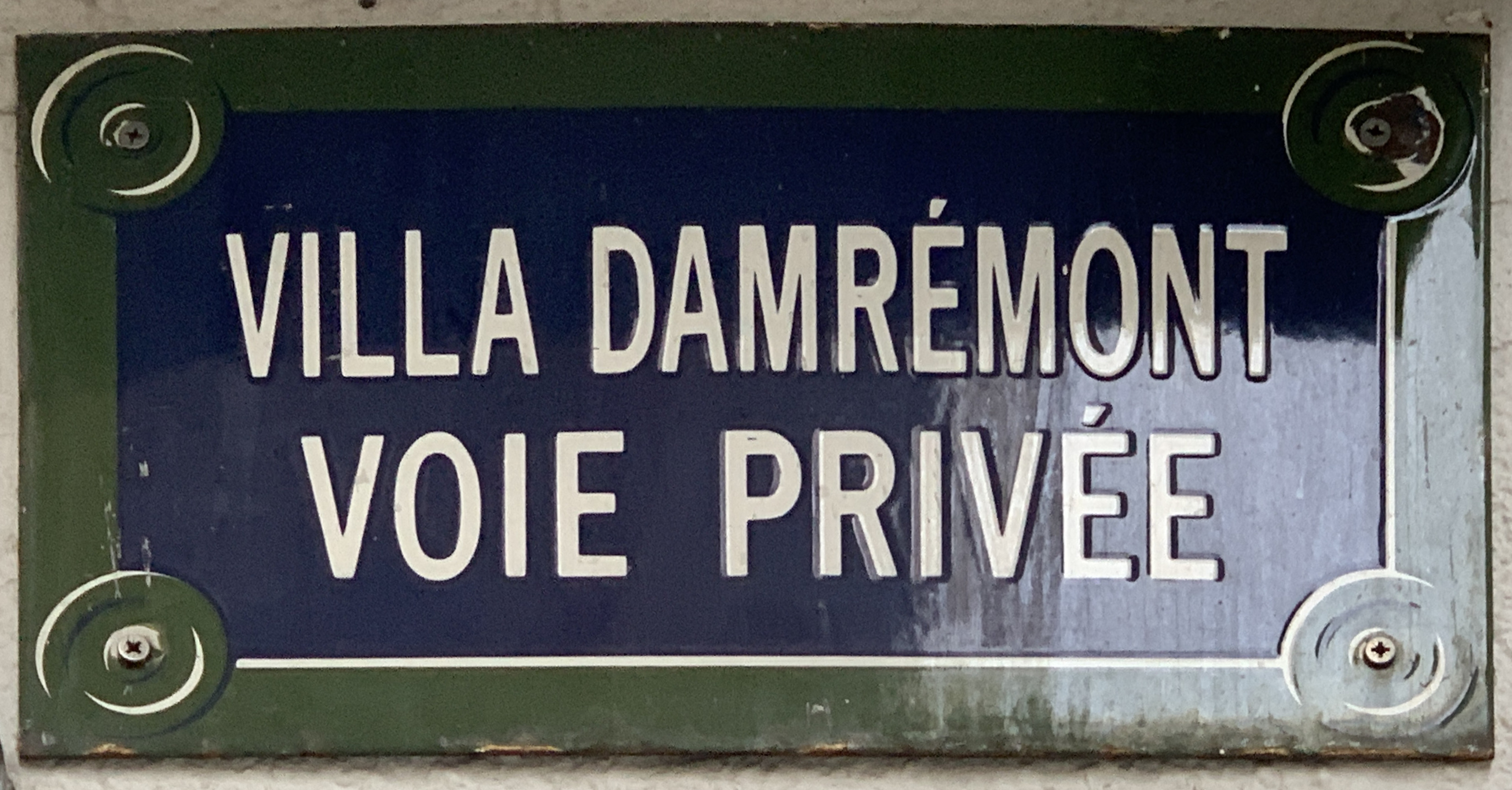
Plaque de la voie.

Cette voie porte le nom du comte Charles Marie Denys de Damrémont (1783-1837) en raison du voisinage de la rue Damrémont.

## Historique
Cette voie créée en 1909 est ouverte à la circulation publique par un arrêté du 23 juin 1959.